# مانويل روميرو روبيو
مانويل روميرو روبيو (بالإسبانية: Manuel Romero Rubio)‏ هو محامي وسياسي مكسيكي، ولد في 7 مارس 1828 بمدينة مكسيكو في المكسيك، وتوفي بنفس المكان في 21 أكتوبر 1895. حزبياً، نشط في الحزب الليبرالي المكسيكي. انتخب عضو مجلس النواب المكسيك.